# Limitless
Limitless är en amerikansk psykologisk thrillerfilm med Bradley Cooper, Abbie Cornish och Robert De Niro i huvudrollerna.

## Handling
Edward "Eddie" Morra (Bradley Cooper) är en författare bosatt i New York, som nyligen har blivit dumpad av sin flickvän Lindy (Abbie Cornish). Utöver det har han missat deadline för att lämna manus på sin nya bok, som han inte ens har börjat på. En dag träffar Eddie på Vernon Gant (Johnny Whitworth), som är bror till hans ex-fru, Melissa Gant (Anna Friel). Vernon är en knarklangare och han erbjuder Eddie ett prov av en ny nootropikadrog, NZT-48, som hävdas ha förmågan att höja en människas tillgång till 100% av hjärnans förmåga, jämfört med den normala 20%. Eddie tar emot drogen, och till sin förvåning, fungerar drogen som utlovat och möjliggör för honom att snabbt skriva klart sin bok.
Eddie frågar Vernon efter mer av drogen och Vernon går med på detta mot att Eddie gör några ärenden åt honom. När Eddie kommer tillbaka till Vernon lägenhet, finner han denne mördad och ringer genast polisen. Han misstänker att Vernon troligen dödades av någon som ville komma åt hans lager av NZT men misslyckats med att få Vernon att avslöja gömman. Eddie söker därför snabbt igenom lägenheten och finner till slut gömman och en sedelbunt, precis när polisen bankar på dörren. Pengarna kommer väl till pass för att få ordning på hans liv.
Han överger sin författarkarriär och bestämmer sig för att bli affärsman med lånat kapital från en rysk gangster, Gennady. Eddie blir otroligt snabbt expert på kortsiktiga aktieaffärer, vilka är mycket lönsamma och sätter honom i kontakt med den inflytelserike affärsmannen Carl Van Loon (Robert De Niro). Snart är Eddie anställd av denne, vilket även medför att han blir tillsammans med Lindy igen. 
Samtidigt känner Eddie att han är förföljd av en man i en brun kappa (Tomas Arana), som inte drar sej för knivmord. Han börjar också använda mer och mer NZT, vilket orsakar biverkningar som minnesluckor, hyperaktivitet och hjärtklappning. Eddie upptäcker att NZT-48-pillren alls inte är några läkargodkända medel. De blir till slut ett behov, som han måste ta regelbundet - annars kommer han att dö precis som andra brukare han lärt känna. Det hela utvecklas till en farlig jakt på flera piller och deras källa - det visar sig nämligen att Van Loon har fått reda på hans drivkraft, och är beredd att göra vad som helst för att få tag i mirakeldrogen.

## Om filmen
Limitless regisserades av Neil Burger. Den baserades på 2001 års roman The Dark Fields av Alan Glynn med manus av Leslie Dixon. Filmen hade premiär den 18 mars 2011.

## Rollista (urval)
- Bradley Cooper - Eddie Morra
- Robert De Niro - Carl Van Loon
- Abbie Cornish - Lindy
- Andrew Howard - Gennady
- Anna Friel - Melissa
- Johnny Whitworth - Vernon
- Robert John Burke - Pierce
- Darren Goldstein - Kevin Doyle
- Ned Eisenberg - Morris Brandt